# Дельтовидная мышца
Дельтови́дная мы́шца (лат. musculus deltoideus) в анатомии человека — поверхностная мышца плеча, покрывающая проксимальный конец и образующая его наружный контур. Ключичная и лопаточная части принимают участие в сгибании и разгибании плеча соответственно, акромиальная часть в отведении руки в сторону. Название «дельтовидная» происходит по схожести треугольной формы мышцы с греческой буквой Δ (дельта).
Средний вес мышцы у человека составляет около 192 граммов. У многих животных (например, у кошек) известна как общая мышца плеча.

## В анатомии человека
Анатомически в дельтовидной мышце выделяют 3 пучка:
- передний;
- средний (боковой)
- задний.

Однако, по результатам электромиографических исследований, в ней можно выделить как минимум 7 групп волокон, функционирующих независимо друг от друга.

### Начало и прикрепление
Передняя группа волокон начинается от большей части переднего края и верхней поверхности латеральной трети ключицы. Пучки идут почти прямолинейно вниз и латерально.
Латеральная группа — от акромиальной части лопатки, перегибаясь через головку плечевой кости.
Задняя группа — от нижней части заднего края ости лопатки на всём её протяжении до медиального края.
Далее все 3 пучка соединяются и переходят в общее сухожилие, прикрепляющееся к V-образной бугристости (дельтовидная бугристость, tuberositas deltoidea) на наружной поверхности плечевой кости.

### Кровоснабжение и иннервация
Дельтовидную мышцу кровоснабжает задняя артерия, огибающая плечо (a.circumflexa humeri posterior). Также в кровоснабжении участвует грудоакромиальная артерия (a.thoracoacromialis).
Иннервируется подмышечным нервом (n.axillaris) из плечевого сплетения, образованным передними ветвями пятой и шестой пары шейных спинномозговых нервов (C5 и C6).

### Функция
При одновременном сокращении всех пучков мышцы вызывает отведение руки во фронтальной плоскости. Наибольшая эффективность этого движения достигается в положении руки вращением внутрь. Антагонистами при отведении руки выступают большая грудная и широчайшая мышца спины.
Передние пучки участвуют в боковом отведении руки при наружном вращении плеча. В сгибании плеча их роль невелика, но они помогают в этом движении большой грудной мышце (локоть чуть ниже плеча). Содействуют мышцам: подключичной, большой грудной и широчайшей спины при внутреннем вращении плеча.
Латеральные пучки участвуют в боковом отведении плеча при его положении во внутреннем вращении и в горизонтальном отведении при его наружном вращении, но практически не участвуют в горизонтальном разгибании плеча (при его внутреннем вращении).
Задние пучки принимают большое участие в горизонтальном разгибании, особенно по причине малого участия широчайшей мышцы спины в этом движении в горизонтальной плоскости. Другие горизонтальные разгибатели (подостная и малая круглая мышцы) также работают вместе с задней порцией дельтовидной мышцы как наружные ротаторы, антагонистично внутренним ротаторам — большим грудным мышцам и широчайшим. Задняя порция дельтовидной мышцы также принимает большое участие в переразгибании плеча, при поддержке длинной головки трицепса.